# フロッグ (模型メーカー)
フロッグ (FROG) は、かつてイギリスに存在したIMA社の模型ブランドである。

## 概要
1930年代から1970年代にかけて動力付き模型飛行機や航空機のプラモデルを生産していた。IMA社 (International Model Aircraft Ltd. ) は、世界で初めてプラモデルを発売したメーカーとして知られる。

## 歴史・沿革
1931年に チャールズ・ウィルモット (Charles Wilmot ) とジョー・マンソー (Joe Mansour ) が International Model Aircraft Ltd. (IMA社) を設立し、フロッグ (FROG = "Flies Right Off the Ground") のブランドでゴム動力の模型飛行機を発売した。
1932年には玩具メーカーのラインズ・ブラザーズと提携し、フロッグブランドでの模型飛行機の販売を続けた。
1936年、セルロースアセテート製の1/72スケール飛行機の組み立て式模型を、フロッグ・ペンギンのブランドで発売し、これが世界最初のプラモデルとなった。ペンギンの名を使用したのは、この模型が飛行できないタイプのものであったため、飛べない鳥であるペンギンになぞらえたものである。また、1/72というスケールは当時発売されていたスカイバーズというソリッドモデルのシリーズに合わせた物であるが、その後エアフィックス等の他のプラモデルメーカーも採用したことにより、航空機のプラモデルの標準スケールとなった。フロッグ・ペンギンシリーズは、第二次世界大戦により生産が中断されるまでにイギリス機を中心に30点ほどが発売された。
第二次世界大戦中は、標的用の飛行模型や識別訓練用の模型などの生産を行い、戦後の1946年にフロッグ・ペンギンシリーズの生産を再開した。1949年にフロッグ・ペンギンシリーズの生産は終了したが、1955年より新たにフロッグのブランドで、ポリスチレン製キットの販売を開始した。以後、1970年代に至るまで、飛行機を中心に艦船や自動車も含めたプラモデルを多数発売している。飛行機は1/72スケールのイギリス機が中心で、第二次世界大戦中から戦後にかけてのマイナーな機体まで製品化しており、その後長らく唯一のキットであったものも多い。1970年から1973年にかけて、日本のハセガワと提携し、OEMによりハセガワ製の現用ジェット機を中心とした1/72キット約20点と、1/32キット5点を自社ブランドで発売している。動力付き模型飛行機の販売も1960年代初めまで続けられていた。
1970年代に入ってからの不況と英国模型業界の低迷により、1976年秋にIMA社は倒産。当時フロッグのキットを販売していたロヴェックス社は、親会社である大手玩具メーカーDCM社に支援を求めた。一方その頃、ソ連では経済成長政策の一つとして、玩具産業の拡大を目指していた。DCM社はソ連国内の安い人件費でプラモデルを成形、それを輸入し英国で説明書とデカールを加えパッケージングして販売する手段を思いつき、ソ連側との合意に至った。DCM社がイギリスに設立した新会社ノボ (NOVO ) のブランドで旧フロッグ製品が再販されたが、ソ連側が第二次大戦時の枢軸国の機体の成形を拒否したためシリーズから外され、その金型はレベルに売却された。ノボはフロッグで長らく生産されていなかった機体や、開発されながらも未発売に終わった機体も含め、多くのキットの生産を行った。DCM社がイギリスから成形機を送ったにもかかわらず、使用されたプラスチックが割れやすい質の低いものだったり、工員の熟練度の低さや品質管理の悪さ等の問題もあったが、低価格化により売上は伸びていった。しかし1979年にDCM社の経営が悪化、ノボの売却を試みるも買い手がつかず解散となった。その後も金型はソビエト国内に残り、多くの小メーカーにより主に国内向けに生産が続けられた。一部のキットは西側にも輸出されたが、国内向けの粗末なパッケージや、箱のない袋入りの状態で、デカールもセットされていないケースが多かった。ソビエト崩壊後も、金型の多くは一箇所に留まらず、旧ソビエト・東欧圏の多くのメーカーで製造と販売が行われたが、パッケージとデカールの質は次第に向上している。
2011年現在、フロッグのブランドはシンガポールのHobby Bountiesが所有しており、エアフィックス製の1/600スケール艦船や、バンダイ製1/48スケール軍用車両などをフロッグブランドで販売している。

## 主な製品

### 航空機
模型飛行機メーカーからスタートしたこともあり、プラモデルメーカーとなってからも主力商品は航空機モデルであった。スケールは1/72が中心であるが、爆撃機や旅客機のような大型の機体は、一部1/96や1/144でモデル化されたものもある。標準スケール以外では、フロッグのブランドで再出発した1950年代半ばには、アメリカのコメット (Comet ) 製の金型を使用した長さ15cm前後の箱スケールキットを10点ほど発売したが、それとほぼ同サイズの箱スケールキットを何点か新規に開発している。また1960年代半ばには、フランスのエレール製のcadetシリーズ (約1/100) 6点をOEMで販売している。
初期の製品はフロッグ・ペンギンシリーズのラインを引き継ぐ形で、第二次大戦中から戦後にかけてのイギリス機が中心だったが、次第に第二次大戦中のドイツ機とアメリカ機が中心になって行った。後期には、アラド Ar234やドルニエ Do335のような当時まだ知名度の高くなかった、大戦末期のドイツ機もモデル化している。大戦機が充実する一方、戦後の機体は一部のイギリス機しか製品化していなかったため、新鋭機の製品を多く揃えたハセガワとの提携は商品構成の面で非常に有効であった。さらに、当時イギリスで使用中であった機体3種については、ハセガワ製とほぼ同様の金型を新規に作成し、ハセガワとの提携が切れた後も販売を続けている。

### その他
艦船の製品は少なく、1/500スケールのものが6点と、箱スケールのものが同程度あるだけである。また、初期にはアメリカ・レンウォール製の1/500スケールキット、後期にはハセガワの1/450スケールキットもOEMで販売している。
戦車、軍用車両等の製品は、1960年前後にレンウォール製の1/32スケールキットを6点ほど発売したのみで、自社で開発したキットはない。一時期フロッグブランドの1/48スケールのミリタリーモデルが日本国内でも流通したが、上述の通りこれはフロッグのブランドを入手したシンガポールのHobby Bountiesが、バンダイ製の金型を用いて生産したもので、イギリスのフロッグとの関係はない。

## 他国での展開
アメリカでは、フロッグの製品は1964年から1966年にかけてエアラインズ (Air Lines ) のブランドで35点ほどが発売された。引き続き、1967年からはAMT (Aluminium Model Toy company) から、ハセガワの製品とともに、30点ほどが発売され、1960年代末にはマルサン等の日本製キットをOEMで販売していたUPCからも10点ほどが発売された。
日本では、1970年代の初めにハセガワからフロッグ製のキットが20点ほど発売されている。
IMA社の倒産後、ノボは60点ほどのキットを再発売し、さらに30点ほどの発売を計画していたが、これらは発売されずに終わり、後に一部が袋入りの状態で流通した。ノボの解散後はソビエト国内のDFI、Krugozor、Mir、Ogonek、Tashigrushkaなど10以上のメーカーで、メーカー当り数点から十数点のキットが国内向けに生産された。これらのキットの箱絵はノボの箱絵を模したものや側面図のみとしたもあったが総じて稚拙であり、機種の判別が困難なものもあった。パッケージの紙質も粗悪であり、表面に機種名が表記されていないものも少なくなかった。更にデカールもセットされていないものが多いなど、商品としての質は低かったが、当時は旧フロッグ製品でしかキットが入手できない機種も多かったため、一部の商品が西側諸国でも流通していた。
ソビエトの崩壊後は、旧フロッグのキットはロシアやウクライナのメーカーだけでなく、ポーランドのChematicやZTS、チェコのSMĚR、カナダのModelcraftなどからも発売されている。特にロシアのEastern ExpressやポーランドのChematicはともに一時期40点近い旧フロッグのキットを発売していた。
IMA社の倒産時にノボが買取を拒んだ枢軸国機、即ちフロッグで未発売だったHe115や二式水戦を含むドイツ、日本、イタリアの機体の金型は、ドイツレベルが購入しレベルブランドで十数点の再発売を行った。これらの一部は後にマッチボックスのブランドでも発売された。また、ツクダホビーがレベルからのOEMにより日本国内で5点程販売したこともある。枢軸国機であっても、金型の製作時期が古く、同スケールのアメリカレベル製の金型も存在していた零戦やFw190Aなどはレベルブランドでは再発売されず、零戦はマッチボックスブランドでのみ発売された。
1983年にイギリスのRed Starより、金型はほぼ完成していながらフロッグでは未発売だった第二次大戦時のソビエト機4点が発売され、これがフロッグの遺した最後の製品となった。このキットの金型は後にイギリスのEmharに移っている。